# Gema (kommunhuvudort)
Gema är en kommunhuvudort i Spanien.   Den ligger i provinsen Provincia de Zamora och regionen Kastilien och Leon, i den centrala delen av landet, 200 km nordväst om huvudstaden Madrid. Gema ligger 713 meter över havet och antalet invånare är 271.
Terrängen runt Gema är platt, och sluttar norrut. Runt Gema är det glesbefolkat, med 13 invånare per kvadratkilometer. Närmaste större samhälle är Zamora, 12,6 km nordväst om Gema. Trakten runt Gema består till största delen av jordbruksmark.